# Seinfeld (säsong 7)
Säsong 7 av Seinfeld, en amerikansk TV-serie skapad av Jerry Seinfeld och Larry David, började sändas den 21 september 1995 på NBC.

## Avsnittsguide
Samtliga avsnitt är listade efter sändningsdatum och listar även dess produktionskoder.
| Nr i serien | Nr i säsongen | Titel                | Regissör      | Manus                                                              | Originalvisning   | Prod. kod | Tittarsiffror (miljoner) |
| ----------- | ------------- | -------------------- | ------------- | ------------------------------------------------------------------ | ----------------- | --------- | ------------------------ |
| 111         | 1             | "The Engagement"     | Andy Ackerman | Larry David                                                        | 21 september 1995 | 701       | 37.6                     |
| 112         | 2             | "The Postponement"   | Andy Ackerman | Larry David                                                        | 28 september 1995 | 702       | 34.5                     |
| 113         | 3             | "The Maestro"        | Andy Ackerman | Larry David                                                        | 5 oktober 1995    | 703       | 34.6                     |
| 114         | 4             | "The Wink"           | Andy Ackerman | Tom Gammill & Max Pross                                            | 12 oktober 1995   | 704       | 32.3                     |
| 115         | 5             | "The Hot Tub"        | Andy Ackerman | Gregg Kavet & Andy Robin                                           | 19 oktober 1995   | 705       | 32.6                     |
| 116         | 6             | "The Soup Nazi"      | Andy Ackerman | Spike Feresten                                                     | 2 november 1995   | 706       | 33.1                     |
| 117         | 7             | "The Secret Code"    | Andy Ackerman | Alec Berg & Jeff Schaffer                                          | 9 november 1995   | 707       | 33.9                     |
| 118         | 8             | "The Pool Guy"       | Andy Ackerman | David Mandel                                                       | 16 november 1995  | 708       | 33.4                     |
| 119         | 9             | "The Sponge"         | Andy Ackerman | Peter Mehlman                                                      | 7 december 1995   | 709       | 32.3                     |
| 120         | 10            | "The Gum"            | Andy Ackerman | Tom Gammill & Max Pross                                            | 14 december 1995  | 710       | 31.4                     |
| 121         | 11            | "The Rye"            | Andy Ackerman | Carol Leifer                                                       | 4 januari 1996    | 711       | 35.1                     |
| 122         | 12            | "The Caddy"          | Andy Ackerman | Gregg Kavet & Andy Robin                                           | 25 januari 1996   | 712       | 32.0                     |
| 123         | 13            | "The Seven"          | Andy Ackerman | Alec Berg & Jeff Schaffer                                          | 1 februari 1996   | 713       | 37.1                     |
| 124125      | 1415          | "The Cadillac"       | Andy Ackerman | Larry David & Jerry Seinfeld                                       | 8 februari 1996   | 714717    | 35.9                     |
| 126         | 16            | "The Shower Head"    | Andy Ackerman | Peter Mehlman & Marjorie Gross                                     | 15 februari 1996  | 715       | 32.3                     |
| 127         | 17            | "The Doll"           | Andy Ackerman | Tom Gammill & Max Pross                                            | 22 februari 1996  | 716       | 32.9                     |
| 128         | 18            | "The Friar's Club"   | Andy Ackerman | David Mandel                                                       | 7 mars 1996       | 718       | 32.7                     |
| 129         | 19            | "The Wig Master"     | Andy Ackerman | Spike Feresten                                                     | 4 april 1996      | 719       | 30.5                     |
| 130         | 20            | "The Calzone"        | Andy Ackerman | Alec Berg & Jeff Schaffer                                          | 25 april 1996     | 720       | 28.5                     |
| 131132      | 2122          | "The Bottle Deposit" | Andy Ackerman | Gregg Kavet & Andy Robin                                           | 2 maj 1996        | 721722    | 32.4                     |
| 133         | 23            | "The Wait Out"       | Andy Ackerman | Synopsis av : Peter Mehlman & Matt Selman Manus av : Peter Mehlman | 9 maj 1996        | 723       | 29.9                     |
| 134         | 24            | "The Invitations"    | Andy Ackerman | Larry David                                                        | 16 maj 1996       | 724       | 33.2                     |